# Gösta Moliis-Mellberg
Levi Gösta Sigfrid Moliis-Mellberg, född 21 december 1883 i Helsingfors, död där 13 mars 1971, var en finländsk präst.
Moliis-Mellberg var son till Edvard Julius Mellberg och Lydia Moliis. Han gifte sig med Eva Maria Granfors. Han blev filosofie kandidat 1908, studerade därefter teologi och var 1910–1912 chefredaktör för Hangöbladet. Han prästvigdes 1913 och tjänstgjorde därefter 1913–1925 i olika landsortsförsamlingar, inklusive som vikarie i Kimito och Kronoby, samt var 1925–1956 kyrkoherde i Norra svenska församlingen i Helsingfors. Han studerade i Uppsala 1919–1920 och 1923–1925 och blev filosofie doktor 1927.
Moliis-Mellberg var en markant gestalt inom finlandssvenskt kyrkoliv. Han var medlem i psalmbokskommittén 1933–1942 och tjänstgjorde som assessor i Borgå domkapitel 1929–1935 samt som kontraktsprost i Helsingfors svenska prosteri 1948–1953. Under andra världskriget deltog han i en aktion till förmån för judarna, vilket förskaffade honom stor aktning. Han framträdde även som lyriker och författare till uppbyggelselitteratur och predikosamlingar, bland annat Sökare inför Kristus (1947, andra upplagan 1959).

## Verk
- Skugga och sol: Små prov på vers. Helsingfors 1910.[2]
- Den svenska psalmboksrevisionens grundtankar: En historisk granskning. Jakobstad 1926.
- Där lyser ett sken över vägen: Borgå 1930.
- Guds ord och vägar: Betraktelser över kyrkoårets texter. Tammerfors 1938.
- I troslivets värld: Guds ord och vägar. 2. Tammerfors 1939.
- Sökare inför Kristus: Dagliga betraktelser. Borgå 1947.